# Gloriosa lindenii
Gloriosa lindenii är en tidlöseväxtart som först beskrevs av John Gilbert Baker, och fick sitt nu gällande namn av John Charles Manning och Annika Vinnersten. Gloriosa lindenii ingår i släktet Gloriosa och familjen tidlöseväxter. Inga underarter finns listade i Catalogue of Life.